# Dujeva
Dujeva (cyr. Дујева) – wieś w Czarnogórze, w gminie Cetynia. W 2003 roku liczyła 2 mieszkańców.